# Borderlands 2
Borderlands 2 ist ein 2012 veröffentlichter Ego-Shooter von Entwickler Gearbox Software und Publisher 2K Games. Das Actionspiel mit Space-Western-Szenario in Cel-Shading-Grafik ist der Nachfolger des 2009 erschienenen Borderlands und erschien für PC, Android und diverse Spielkonsolen.
Das Spiel erhielt überwiegend positive Kritik, wurde mehrfach ausgezeichnet und gilt mit mehr als 20 Millionen verkauften Exemplaren als kommerzieller Erfolg. Ein Nachfolger erschien 2019 mit Borderlands 3.

## Spielprinzip
Borderlands 2 ist ein Ego-Shooter, der mit rollenspieltypischen Elementen wie Charakterklassen, einem Fähigkeiten- und Stufensystem sowie einer offenen Spielwelt versehen wurde. Fähigkeiten können nach jedem Levelaufstieg in einem Fähigkeitenbaum verbessert werden. Der Spieler wählt eine aus sechs verschiedenen Klassen bzw. Spielfiguren und damit seine Waffenspezialisierungen. Handlungsverlauf und Persönlichkeit der Spielfiguren sind vorgegeben und nicht etwa durch Dialoge oder Entscheidungen beeinflussbar, was Borderlands 2 als Loot Shooter von klassischen Rollenspielen abgrenzt. Das Besiegen von Gegnern und das Absolvieren von Missionen belohnt den Spieler mit Ausrüstungsgegenständen, Spielwährung und Erfahrungspunkten zum Stufenaufstieg. Ab Stufe fünf erhält der Spieler je Level einen Fähigkeitspunkt, um neue Fähigkeiten zu erlernen und bereits vorhandene Fähigkeiten zu verbessern. Dem Spieler werden zahlreiche Gegnertypen mit verschiedenen Stärken und Schwächen entgegengestellt. Eine Reihe von Endgegnern stellen besondere Herausforderungen mit höherer Belohnung dar.
Die Waffen des Spiels sind in Schrotflinten, Revolver, Maschinengewehre, Pistolen, Maschinenpistolen, Scharfschützengewehre und Raketenwerfer verschiedener fiktiver Hersteller kategorisiert. Zusätzlich können verschieden modifizierte Handgranaten eingesetzt werden. Anfangs können zwei, im späteren Spielverlauf vier Waffen auf sogenannte Schnellauswahl-Slots verteilt werden. Eingesammelten Waffen und Ausrüstungsgegenständen sind zufällige Attribute wie Schadenspotenzial, Präzision, Magazinkapazität, Nachladegeschwindigkeit und Feuerrate zugewiesen, was in einer großen Anzahl möglicher Kombinationen resultiert. Bei Veröffentlichung des Spiels waren mehr als 17,75 Millionen Varianten möglich. Darüber hinaus können Waffen mit Elementarschaden (Feuer, Elektro, Säure, Slag und explosiv), Zielfernrohren und angebrachten Klingenwaffen modifiziert werden. Gegenstandsnamen sind abhängig ihrer Seltenheitstufe in den Farben weiß, grün, blau, lila, magenta, orange, perlmutt und rosa dargestellt. Auch versteckte Zusatzfunktionen, die erst bei Verwendung des Gegenstandes festgestellt werden, sind möglich. Weitere Waffeneigenschaften sind abhängig vom fiktiven Hersteller.
Zur Verbesserung der Widerstandsfähigkeit stehen den Charakteren Energieschilde zur Verfügung, welche neben einer Schutzfunktion weitere Boni gewähren, wie zum Beispiel Resistenz gegen Feuerschaden. Artefakte bringen eine Verbesserung eines bestimmten Wertes mit sich, wie eine erhöhte Magazinkapazität von Pistolen oder erhöhte Resistenzen gegen Elementarschaden. Klassenmodifikationen bringen Verbesserungen von Werten und Fähigkeiten. So kann beispielsweise eine Klassenmodifikation bei der Sirene fünf weitere Fähigkeitspunkte auf die Fähigkeit „Zerstörung“ geben.
Borderlands 2 verfügt über einen Online-Koop-Modus für bis zu vier, in der PlayStation-Vita-Version für zwei Spieler. Mit ihren Charakteren aus dem Einzelspielermodus treten die Spieler der Spielwelt eines Gastgebers bei und bewältigen Herausforderungen gemeinsam. Die verfügbaren Missionen sowie das Spielgebiet sind vom Spielfortschritt des Gastgebers abhängig. Der Schwierigkeitsgrad und die Menge der Belohnungen steigen mit der Spieleranzahl.

## Handlung
Pandora, der größtenteils trostlose Planet, wird von zynischen Bewohnern bewohnt, die inmitten von Wüsten, Zerstörung, Monstern und Müllbergen ihr Dasein fristen. Die Spielwelt und ihre Charaktere sind bewusst überspitzt und klischeehaft dargestellt, wobei düsterer Humor vorherrschend ist. Die spielbaren Charaktere und ihre jeweilige Klasse sind Axton als Commando, Maya als Sirene, Gunzerker, Salvador als Gunzerker, Zer0 der Assassine. Nachträglich ergänzt wurden Gaige als Mechromancer und Krieg mit der Klasse Psycho. Die Waffen- und Ausrüstungshersteller in der Borderlands-Welt sind Hyperion, Tediore, Vladof, Jakobs, Torgue, Maliwan, Bandit, Dahl, Eridian, Anshin und Pangolin.
Im Intro wird erzählt, dass durch das Öffnen der im ersten Teil leer geglaubten Kammer ein seltener und wertvoller Rohstoff namens Eridium freigesetzt wurde. Pandora wird von Handsome Jack, dem reichen Boss des Waffenherstellers Hyperion, beherrscht. Er ist hinter dem Eridium auf dem Planeten her, um sich mit dessen Hilfe die Herrschaft über den Planeten zu sichern. Außerdem will er den Planeten nach seinen Vorstellungen „zivilisieren“ und hat eine riesige Raumstation vor einem der Monde geparkt. Von dort aus wird im späteren Spielverlauf häufig Verstärkung ausgesendet. Die vier neu angekommenen Kammerjäger wollen dies verhindern. Gleich am Anfang begegnet man einem Stewardbot namens CL4P-TP oder auch Claptrap genannt, dem letzten Modell seiner Art, der den Kammerjägern hilft, mit Widerstandskämpfern in Kontakt zu treten. Claptrap hat starke Aufmerksamkeitsdefizite und muss durch einen Fehler in seinen Schaltkreisen alles, was er denkt laut aussprechen, was anwesende Personen in den Wahnsinn treiben kann.
Später in der Geschichte begegnen die Spieler wieder einigen Charakteren aus dem ersten Teil, darunter den vier Protagonisten, die zu den Anführern der Widerstandsbewegung namens „Crimson Raiders“ geworden sind. Mit ihrer Hilfe wird versucht, Handsome Jack das Handwerk zu legen. Am Ende erzeugt der Kammerschlüssel eine Übersicht von vielen Planeten, die ebenfalls mit einem Kammersymbol versehen sind, was vermuten lässt, dass die Arbeit noch lange nicht getan ist. An dieser Stelle endet die Haupt-Mission. Der Spieler kann nun noch nach Sanctuary gehen, sich das Schlussgespräch von Lilith, Brick und Mordecai anhören und weitere Aufgaben erledigen.

## Entwicklung
Die Borderlands-Reihe ist bekannt für ihren düsteren und schmutzigen Cel-Shading-Stil, der durch starke Kontraste und zahlreiche Effekte eine surreale Atmosphäre vermittelt. Boderlands 2 basiert wie sein Vorgänger auf der Unreal Engine 3.

## Veröffentlichung
Das Spiel wurde von Gearbox Software entwickelt und vom Publisher 2K Games am 18. September 2012 in Amerika und am 21. September 2012 international für Windows, Xbox 360 und PlayStation 3 veröffentlicht. Ein Ableger für iOS erschien am 31. Oktober 2012. Am 20. November 2012 erschien die Mac-Version von Borderlands 2, portiert vom US-amerikanischen Unternehmen Aspyr Media. Am 30. September 2014 folgte die Linux-Version auf Steam. Im Gegensatz zum ersten Teil kam Borderlands 2 in Deutschland ungeschnitten auf den Markt. Es wurde jedoch bekannt, dass das Spiel aufgrund der teilweise zensierten Versionen in einigen Ländern, einen allgemein geringeren Grad an Gewalt enthält. Eine von Spielern gestartete Petition forderte den Entwickler dazu auf, das Spiel auf den Gewaltgrad des ersten Teils zu patchen.

### Erweiterungen
Folgende Add-ons sind zum Spiel erschienen:
- Creature Slaughter Dome (18. September, Pre-Order Bonus)[2]
- Mechromancer Gaige (9. Oktober 2012)[5]
- Captain Scarlett und ihr Piratenschatz (16. Oktober 2012)[6]
- Mr. Torgues Kampagne des Metzelns (20. November 2012)[7]
- Sir Hammerlock auf Großwildjagd (15. Januar 2013)[8]
- Ultimativer Kammer-Jäger Upgrade Pack (2. April 2013)
- Psycho Krieg (14. Mai 2013)[9]
- Tiny Tinas Sturm auf die Drachenfestung (25. Juni 2013)[10]
- Ultimatives Kammer-Jäger Upgrade Pack 2: DigiStruct Challenge (3. September 2013)
- Headhunter 1: Bloody Harvest (22. Oktober 2013)
- Headhunter 2: Wattle Gobbler (26. November 2013)
- Headhunter 3: Mercenary Day (17. Dezember 2013)
- Headhunter 4: Wedding Day Massacre (11. Februar 2014)
- Headhunter 5: Son of Crawmerax (15. April 2014)
- Commander Lilith & der Kampf um Sanctuary (9. Juni 2019)[11]

## Rezeption
Laut Metacritic erhielt Borderlands 2 „universellen Beifall“ der Computerspielpresse. Der Wertungsaggregator ermittelte eine Gesamtwertung von 91 von 100 Punkten für die PlayStation-3-Version, was das Spiel zu einem „Must Play“ mache. Die Versionen für PC und Xbox 360 erreichten jeweils 89, die PlayStation-Vita-Portierung deutlich schlechtere 64 Punkte. Insgesamt verzeichnet Metacritic mehr als 150 Bewertungen des Spiels.
Das Spiel erhielt allgemeines Lob für seine Spielmechanik und die gelungene Kombination von Action- und Rollenspielelementen. Borderlands 2 spiele sich am besten in Gesellschaft und sei insgesamt ein besseres Spiel, als sein Vorgänger. Hervorgehoben wurden die Vielfalt der verfügbaren Waffen und deren Auswirkungen auf das Gameplay. Jede Waffengattung bringe eine einzigartige Spielerfahrung mit sich und erfordere eine Anpassung der Strategien der Spieler. Die Fähigkeiten der Charakterklassen im Mehrspielermodus seien gut aufeinander abgestimmt, sodass kooperatives Spielen belohnt werde. Die Erzählung sei humorvoll und die Charaktere gut geschrieben, die deutsche Übersetzung und Synchronisation sei gelungen. Der Bösewicht „Handsome Jack“ sei besonders unterhaltsam.
Auf Kritik stieß Borderlands 2 dagegen für sein konservatives Missionsdesign. Trotz der besonders großen Vielfalt der Waffen und Charaktere seien die Kämpfe in vielen Missionen ähnlich, was zu einem gewissen Grad an Monotonie führte. Der wiederholte Einsatz gewisser Elemente, wie Dungeons, erinnere an das Design klassischer MMORPG und verstärke den Eindruck repetitiven Gameplays. Eine verpasste Gelegenheit stellten die Fahrzeuge im Spiel dar, eine ausgefeiltere Spielmechanik im Vergleich zum ersten Teil der Reihe hätte hier für eine rundum bessere Spielerfahrung gesorgt. Der Mehrspielermodus sei teilweise unausgewogen. Dass erfahrene Spieler mit weniger wertvoller Beute belohnt werden, wenn sie zusammen mit Anfängern spielen, führe zu Unzufriedenheit.
Das Spiel wurde bei den Spike Video Game Awards 2012 als „Bester Shooter“ und „Bestes Mehrspielerspiel“ ausgezeichnet. Schauspieler Dameon Clarke wurde für seine Performance als Handsome Jack ausgezeichnet und die Spielfigur des Roboters Claptrap als „Rolle des Jahres“. Als „Actionspiel des Jahres“ wurde Borderlands 2 bei den D.I.C.E. Awards 2013 ausgezeichnet.
Im Mai 2019 gab Publisher Take-Two bekannt, dass sich Borderlands 2 über 20 Millionen Mal verkauft habe und zu diesem Zeitpunkt noch immer von einer Million Spielern monatlich gespielt wurde.